# Arsenal-Kyyivshchyna Bila Tserkva
FK Arsenal-Kyyivshchyna Bila Tserkva (Oekraïens: Фк Арсенал-Київщина Біла Церква) was een Oekraïense voetbalclub uit Bila Tserkva.
De club werd als Arsenal Bila Tserkva in 2006 opgericht en kwam in 2007 op het derde niveau in de Droeha Liha. In 2008 promoveerde de club na play-offwedstrijden naar de Persja Liha. Tot 2010 speelde de club in het naburige Oboekhiv. In 2013 degradeerde de club en nam de naam Arsenal-Kyyivshchyna Bila Tserkva als verwijzing naar de oblast Kiev. In 2018 kreeg Arsenal-Kyyivshchyna geen licentie meer en vervolgens werd de club opgeheven.